# Olivetti 82
Olivetti 82 is een film uit 2001 naar de gelijknamige roman van Eriek Verpale. Het is het regiedebuut van Rudi Van Den Bossche.

## Verhaal
Wanneer de schrijver Bernard van der Wiele wordt verdacht van moord kan hij alleen met behulp van een Olivetti 82 (een schrijfmachinemodel) zijn verhaal vertellen. Door middel van flashbacks wordt zijn leven beschreven.
De film werd grotendeels opgenomen in Wakkerzeel, een deelgemeente van Haacht.

## Rolverdeling
| Acteur                   | Personage            |
| ------------------------ | -------------------- |
| Dirk Roofthooft          | Bernard              |
| Hilde Heijnen            | Susanne              |
| Hans De Munter           | Vandenberghe         |
| Peter Gorissen           | Jacobs               |
| Ingrid De Vos            | Moeder               |
| Jaak Van Assche          | Meester De Brabander |
| Herbert Flack            | Dokter De Vlaminck   |
| Raymond Bossaerts        | Nonkel Gilbert       |
| Nand Buyl                | Moshe Grinberg       |
| Gijs Scholten van Aschat | Daniel Grinberg      |
| Sara Vertongen           | Evelien              |
| Rifka Lodeizen           | Shelly               |
| Sjarel Branckaerts       | Van Beveren          |
| Gert Portael             | Louise               |
| Sam Schürg               | Christiaen           |
| Harry van Hest           | Fotograaf            |
| Joe Baele                | Man van het circus   |
| Joeri Busschots          | Jonge Bernard        |
| Gregory Ver Poorten      | Adolescent Bernard   |
| Aline Cornelissen        | Evelientje           |
| Lenina Adriaenssens      | Claudinneke          |
| Kim van Kooten           |                      |
| Maxim Roelens            |                      |